# Liste ehemaliger Schüler der Helmholtzschule Frankfurt am Main
Diese Liste enthält – pro Rubrik alphabetisch sortiert – bekannte ehemalige Schüler der Helmholtzschule in Frankfurt am Main, deren Funktionen, Leistungen, Auszeichnungen, Publikationen oder öffentliche Wahrnehmung (Medienpräsenz) den Wikipedia-Relevanzkriterien entsprechen.

## Journalisten, Publizisten, Schriftsteller
- Jörg Bombach – Moderator im hr-fernsehen
- Wolfgang Brobeil (1911–1981) – SWF-Hauptabteilungsleiter (Zeitfunk), später Leiter der ZDF-Hauptredaktion Kultur, gilt als Begründer der Karnevalsendungen im Deutschen Fernsehen[1][2][3]
- Frank Demant (* 1959) – Schriftsteller[4]
- Rainer Flöhl (1938–2016) – Wissenschaftsjournalist bei der Frankfurter Allgemeinen Zeitung, bis 2003 Leiter des Ressorts „Natur und Wissenschaft“[5]
- Walter Hilsbecher (1917–2015) – Schriftsteller, Lyriker und ehemaliger Hörfunksprecher
- Peter Iden (* 1938) – Kunst- und Theaterkritiker
- Ansgar Kraiker – Schriftsteller
- Gustl Mayer (* 1936) – ehemaliger Polizei-Archivar, Hörfunkredakteur beim Hessischen Rundfunk/Werbung im Rundfunk (WiR), Jazz-Musiker
- Michael Opoczynski (* 1948) – Pressesprecher der SPD-Hessen, Fernsehjournalist und Moderator beim Hessischen Rundfunk, 1986 bis Februar 2014 beim ZDF (WISO)
- Esther Schapira (* 1961) – Fernsehjournalistin beim Hessischen Rundfunk, Autorin
- Werner Scholze-Stubenrecht (1948–2016) – stellv. Leiter der Duden-Redaktion, „Rechtschreibpapst“
- Wolfram Schütte (* 1939), Journalist, Autor, Literatur- und Filmkritiker
- Lam Thuy Vo – Interactive Editor im Großraum New York für Al Jazeera America, früher u. a. für das Wall Street Journal[6]
- Kurt Weigand – Journalist, Wissenschaftler, Lehrer und Hochschuldozent[7]
- Wolfgang Wiens (1941–2012) – Dramaturg

## Juristen
- Jörg Bannach (* 1954) – ehemaliger Oberstaatsanwalt, Leiter des Ordnungsamtes Frankfurt am Main[8]
- Gunther Bokelmann – ehemaliger Vorsitzender Richter am Oberlandesgericht, Fachbuchautor[9]
- Heinrich Gehrke (* 1939) – Ehemaliger Richter am Landgericht Frankfurt am Main[10][11][12]
- Stefan Mrugalla (* 1957) – Vorsitzender Richter am Landgericht Darmstadt. 2. stellv. Vorsitzender des Landesverbandes Hessen Deutscher Richterbund, Vorstandsvorsitzender der Bezirksgruppe Darmstadt, stell. Mitglied des Bezirksrichterrates OLG Frankfurt
- Peter-Alexander Pulch (* 1954) – Richter, Mitglied des Vorstands der Bezirksgruppe Frankfurt am Main des Deutschen Richterbundes, Mitglied des Richterrates beim Amtsgericht Frankfurt am Main, Mitglied des Bezirksrichterrates.[13]
- Helmut Wilhelm – ehemaliger Vorsitzender Richter am Hessischen Verwaltungsgerichtshof

## Künstler und Schauspieler
- Diether Dehm (* 1950) – Liedermacher und Politiker (Die Linke), Mitglied des Bundestages
- Reimer von Essen (* 1940) – Jazzmusiker, Klarinettist (cl)
- Dietrich Geldern (1937–2023) – Jazzmusiker (cl)
- Klaus Geldmacher (* 1940) – Objektkünstler, früher auch Jazzmusiker (co), Bruder von Dietrich Geldern
- Klaus Göbel (1942–2021) – Jazzmusiker, Orgel (org), Keyboard (kb)
- Michael Grzimek (1934–1959) – Tierfilmer und zweiter Sohn von Bernhard Grzimek
- Gustl Mayer (* 1936) – Jazzmusiker, Saxophonist (ts), Klarinettist (cl) und ehemaliger Hörfunkredakteur beim Hessischen Rundfunk/Werbung im Rundfunk
- Heinz Moog (1908–1989) – Kammerschauspieler
- Horst Ommert – Jazzmusiker, Pianist (p)
- Werner Rehm (1930–2009) – Jazzmusiker, Trompeter (tr), Komponist (comp), Arrangeur (arr)

## Mediziner
- Otto Döhner – Psychotherapeut, Sachbuchautor, emerit. Ordinarius der Medizinischen Fakultät der Ruprecht-Karls-Universität Heidelberg
- Robert Hans Goetz (1910–2000) – Physiologe und Chirurg, machte die erste Bypass-Operation am offenen Herzen
- Giesbert Schulz-Freywald (* 1948) – Zahnarzt, ehem. Vize-Präsident und aktuell Vorstandsbeauftragter der Landeszahnärztekammer Hessens[14]

## Politiker
- Horst Abt (1927–2015) – Ehrenpräsident der Handwerkskammer Rhein-Main, ehem. Mitglied des Magistrats der Stadt Frankfurt am Main
- Rudi Arndt (1927–2004) – Politiker (SPD), Hessischer Wirtschafts-, Verkehrs- und Finanzminister sowie Oberbürgermeister von Frankfurt am Main
- Shimon Avimor (hebräisch אבימור, שמעו) – früherer Name: Erich S. Schwarz (1913–1994); Emigration nach Pälastina (1933); ab 1962 im diplomatischen Dienst Israels, u. a. Botschafter in Kambodscha; im Dezember 1972 Geisel der palästinensischen Terrororganisation Schwarzer September in der israelischen Botschaft in Bangkok, Thailand[15]
- Petra Čagalj Sejdi (* 1978) – Politikerin (Bündnis 90/Die Grünen), Mitglied des Sächsischen Landtages
- Diether Dehm (* 1950) – Politiker (Die Linke), Mitglied des Bundestages und Liedermacher
- Heinz-Herbert Karry (1920–1981) – Politiker (FDP) und Hessischer Wirtschaftsminister
- Salomon Korn (* 1943) – Architekt, Vorsitzender der Jüdischen Gemeinde Frankfurt am Main, Vizepräsident des Zentralrates der Juden in Deutschland
- Brigitte Lindscheid (* 1961) – Politikerin (Bündnis 90/Die Grünen), Regierungspräsidentin des Regierungsbezirks Darmstadt
- Michael Paris (* 1955) – Politiker (parteilos), ehem. Abgeordneter des Hessischen Landtags für die SPD
- Sebastian Schlüsselburg (* 1983) – Mitglied des Bundesausschusses Die Linke, Mitglied des Abgeordnetenhauses von Berlin
- Peter Schneider (* 1955) – Politiker (Bündnis 90/Die Grünen) und Bürgermeister in Offenbach am Main
- Günter Schwank (1931–2019) – Ehrenpräsident des Gesamtverbandes Kunststoffverarbeitende Industrie (GKV)[16]
- Lutz Sikorski (1950–2011) – Politiker (Bündnis 90/Die Grünen) und Verkehrsdezernent in Frankfurt

## Sportler
- Steffen Brockmann (* 1974) – Basketballtrainer
- Julian Holuschek (* 2005) – Deutscher Hallenmeister 2025 im Weitsprung[17]
- Patrick Ochs (* 1984) – Fußballspieler, früher u. a. bei Eintracht Frankfurt und dem VfL Wolfsburg
- Thomas Sobotzik (* 1974) – Fußballspieler, früher u. a. bei Eintracht Frankfurt, FC St. Pauli, SpVgg Unterhaching

## Theologen/Geistliche
- Archimandrit Mark (* 1941) – (bürgerlich: Michael Arndt) Russisch-orthodoxer Erzbischof von Berlin, Deutschland und Großbritannien (Russische Orthodoxe Kirche im Ausland)
- Nikolai Artemoff – Erzpriester, Kustos der Kathedrale der Hll. Neumärtyrer und Bekenner Russlands in München, Sekretär der Deutschen Diözese der russisch-orthodoxen Kirche[18]

## Wissenschaftler
- Wolfgang Abendroth (1906–1985) – Politologe und Rechtswissenschaftler
- Bernhard Amberg – Mathematiker, Fachbuchautor, Ordinarius an der Johannes Gutenberg-Universität Mainz[19]
- Hermann Dänzer (1904–1987), Kernphysiker und Hochschullehrer
- Bernhard Frank (1913–2011) – Volkskundler, SS-Obersturmbannführer und letzter Kommandant auf Hitlers Regierungssitz Obersalzberg
- Wolfgang Friedrich Gutmann (1935–1997), Biologe und Autor
- Gustav Heinzmann (1920–2006) – Physiker und Erfinder[20]
- Helmut J. Horn (1912–1994) – Raketenfachmann der ersten Generation in der Heeresversuchsanstalt Peenemünde, ging mit Wernher von Braun an das George C. Marshall Space Flight Center nach Huntsville (Alabama) in die USA, war am Saturn- und Apollo-Programm der NASA beteiligt[21][22][23][24][25]
- Horst G. Klein (1944–2016) – Romanist, Sprach- und Politikwissenschaftler, Hochschullehrer, Begründer des EuroComCenter Frankfurt am Main (Eurocomprehension)
- Karl Krömmelbein (1920–1979) – Geologe und Mikropaläontologe
- Laurenz Lachnit – emerit. Hochschullehrer am Institut für BWL und Wirtschaftspädagogik der Universität Oldenburg, entwickelte 1976 zusammen mit Thomas Reichmann das RL-Kennzahlensystem
- Salomon Elieser Liverhant (* 1917) – Nuklearphysiker, Autor
- Hans Lorenz – Mitentwickler des weltweit ersten Strahltriebwerkes für Flugzeuge bei Junkers in Dessau (Me 262)[26]
- Otthein Rammstedt (1938–2020) – Soziologe
- Heinz Reiser – Meteorologe, Präsident des Deutschen Wetterdienstes (1984–1992)[27]
- Wolfgang Sandner (* 1942) – Musikwissenschaftler, Musikkritiker und Autor
- Heinz Schomann (* 1939) – Kunsthistoriker, Konservator, langjähriger Leiter des Amtes für Denkmalpflege in Frankfurt am Main, Sachbuchautor[28]; auf ihn geht u. a. der Erhalt des Frankfurter Südbahnhofes, des alten Bockenheimer Straßenbahndepots und der Gutleutkaserne zurück[29]
- Heinrich Stiehler (* 1948) – Romanist, Sachbuchautor, Hochschuldozent in Frankfurt am Main, Wien, Klagenfurt, Iaşi, Paris[30]
- Kurt Weigand (* 1920) – Wissenschaftler, Journalist, Lehrer und Hochschuldozent